# Dactylispa dichroa
Dactylispa dichroa là một loài bọ cánh cứng trong họ Chrysomelidae. Loài này được Gestro miêu tả khoa học năm 1908.